# Kościół Najświętszego Serca Pana Jezusa w Kunicach Legnickich
Kościół Najświętszego Serca Pana Jezusa – rzymskokatolicki kościół parafialny należący do parafii pod tym samym wezwaniem (dekanat Prochowice diecezji legnickiej).

## Historia
Świątynia była wzmiankowana w 1318 roku, obecna została zbudowana w XIV wieku, wieża została dobudowana około 1755 roku. Budowla została zniszczona przez pożar w 1788 roku, następnie została odbudowana, rozbudowana została w 1835 roku, kolejny pożar w 1993 roku zniszczył zabytkowe wnętrze świątyni. 

## Architektura
Jest to budowla orientowana, murowana, jednonawowa  z kamienną czworokątną wieżą od zachodu, łącznika wzniesionego w czasie od końca XVIII do początku XIX wieku oraz korpusu głównego powstałego w XVIII wieku. Górna część wieży jest ośmiokąta i zwieńcza ją daszek blaszany, łącznik i korpus główny nakrywa dach dwuspadowy o niejednakowej wysokości kalenicy. We wnętrzu korpus główny posiadający trójboczne zamknięcie oraz łącznik nakrywa drewniany strop.

## Wyposażenie
W świątyni można zobaczyć m.in. kilka płyt nagrobnych i epitafiów powstałych w okresie od XVI do XVIII wieku. Wyposażenie pochodzi głównie z czasów współczesnych.